# ويليام هولمز (مونتير)
ويليام هولمز (بالإنجليزية: William Holmes)‏ هو مونتير أمريكي، ولد في 17 مارس 1877 في ذا برونكس في الولايات المتحدة، وتوفي في 2 أبريل 1978 في لوس أنجلوس في الولايات المتحدة.

## وصلات خارجية
- ويليام هولمز على موقع IMDb (الإنجليزية)
- ويليام هولمز على موقع ألو سيني (الفرنسية)
- ويليام هولمز على موقع أول موفي (الإنجليزية)
- ويليام هولمز على موقع قاعدة بيانات الأفلام السويدية (السويدية)
- ويليام هولمز على موقع قاعدة بيانات الفيلم (الإنجليزية)
- ويليام هولمز على موقع كينوبويسك (الروسية)